# Добротино (Болгария)
Добротино (болг. Добротино) — село в Благоевградской области Болгарии. Входит в состав общины Гоце-Делчев. Находится примерно в 5 км к западу от центра города Гоце-Делчев и примерно в 68 км к юго-востоку от центра города Благоевград. По данным переписи населения 2011 года, в селе  проживало 38 человек, преобладающая национальность — болгары. До 1937 года называлось Даг-Чифлик.

## Население
| Год     | 1934 | 1946 | 1956 | 1965 | 1975 | 1985 | 1992 | 2001 | 2011 |
| ------- | ---- | ---- | ---- | ---- | ---- | ---- | ---- | ---- | ---- |
| Жителей | 814  | 983  | 1066 | 794  | 325  | 134  | 70   | 51   | 38   |

|  |